# Юкгечжан

Юкгечжан (육개장, 肉-醬장, гострий суп з яловичини) — гострий суп в корейській кухні, один з варіантів кук. Страву готують у великій кількості на всю родину. 

## Приготування
Порізана вздовж волокон яловичина вариться до стану, коли її можна буде розірвати на дрібніші шматочки. Потім у бульйоні варять батун, госарі, ростки сої, які перед тим як варити перемішують у заправці. Заправку до супу готують з великої кількості червоного перцю, часнику, олії, соєвого соусу. Подають з рисом та кімчі.
Може готуватися з курятини, тоді страва називається дак-юкгаеджанг чи дакгаєнджанг.

## Галерея

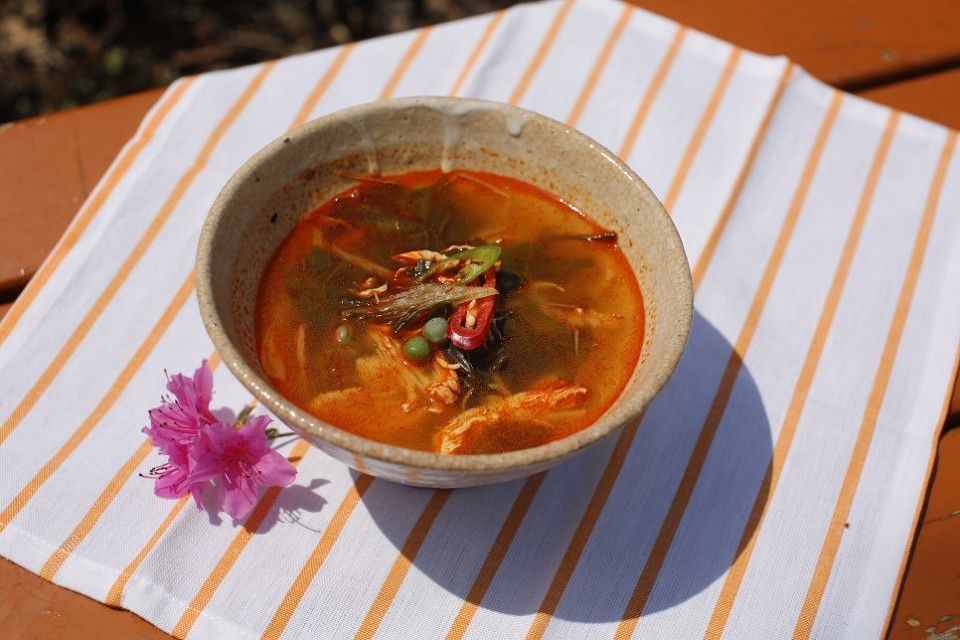
Дак-юкгечжан
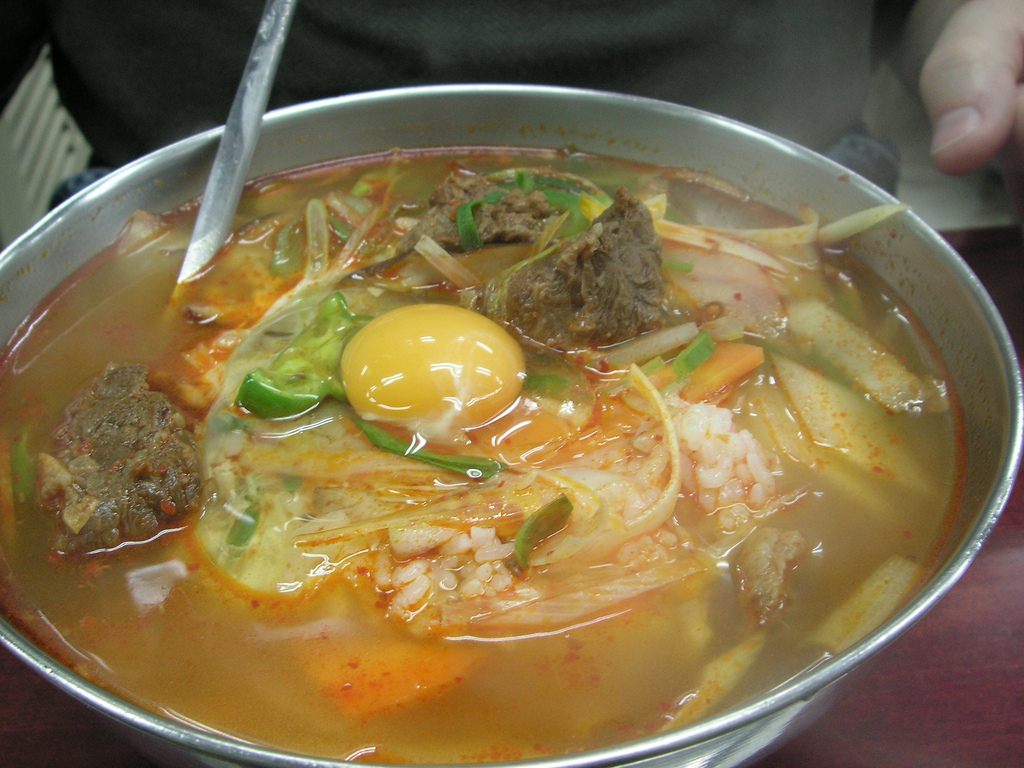
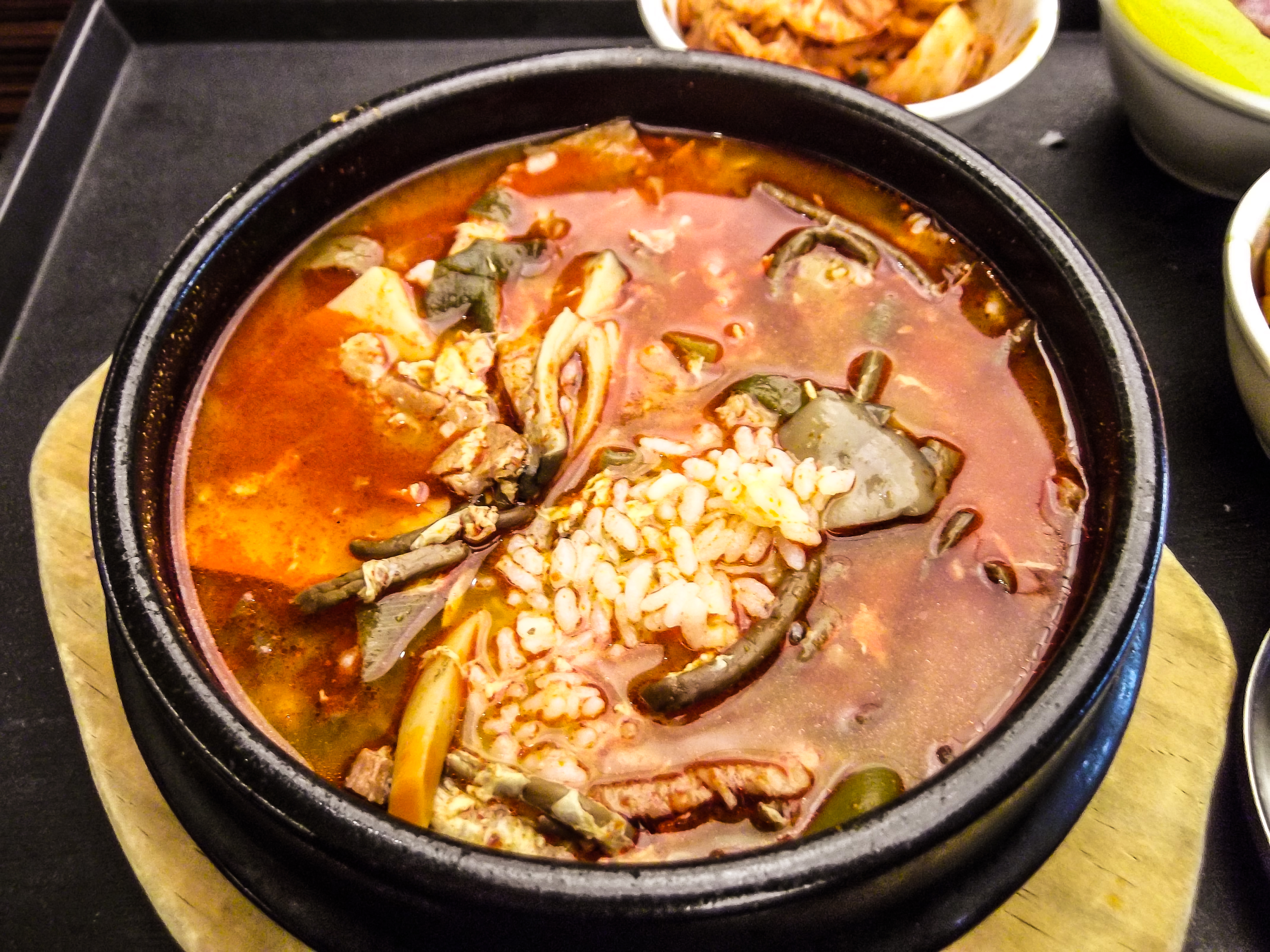
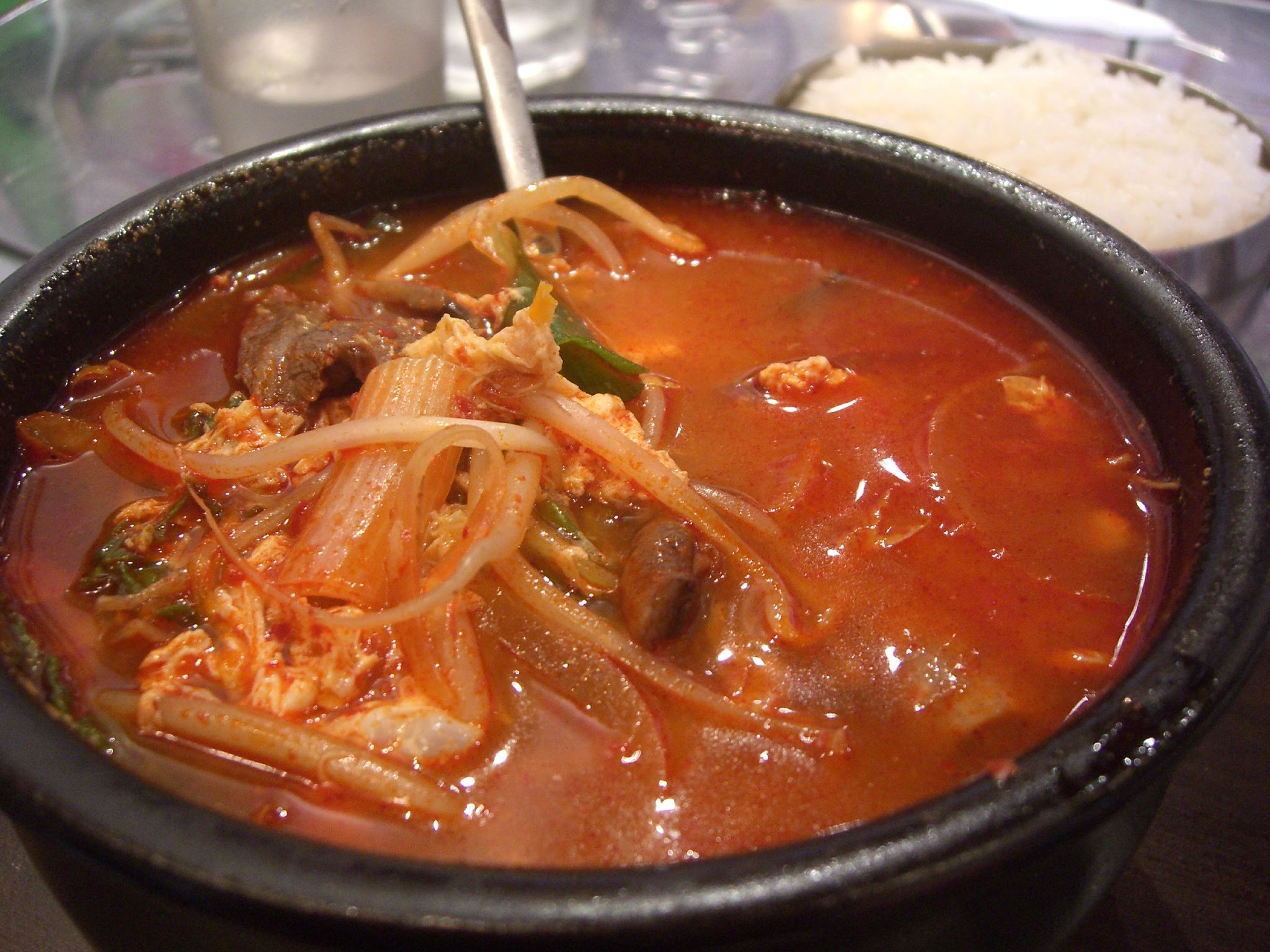